# (19577) Bobbyfisher
(19577) Bobbyfisher (1999 LP26) – planetoida z grupy pasa głównego asteroid okrążająca Słońce w ciągu 3,34 lat w średniej odległości 2,23 j.a. Odkryta 9 czerwca 1999 roku.